# Árpád Filutás
Árpád Filutás ist ein ehemaliger ungarischer Radrennfahrer und nationaler Meister im Radsport.

## Sportliche Laufbahn
Filutás hatte seine bedeutendsten Erfolge im Bahnradsport. Von 1982 bis 1993 gewann er die nationale Meisterschaft im Steherrennen. 1985 holte er die Meisterschaft im Zweier-Mannschaftsfahren mit Ervin Dér als Partner.
Mehrfach startete er bei den UCI-Bahn-Weltmeisterschaften im Steherrennen.
Im Straßenradsport siegte er im Melba-Cup 1986 und im Szekszard-Cup 1987. Die Internationale Friedensfahrt fuhr er 1992. 

## Familiäres
Sein Sohn Viktor Filutás ist ebenfalls Radrennfahrer und mehrfacher ungarischer Meister.